# Ејнч
Ејнч, раније Ровесјаврјок (рус. Эйнч, Ровесъяврйок) река је која протиче преко западних делова Кољског полуострва на подручју Мурманске области на крајњем северозападу европског дела Руске Федерације. Лева је притока реке Вороње у коју се улива на њеном 43. километру узводно од ушћа, и део басена Баренцовог мора.
Укупна дужина водотока је 38 km, док је површина сливног подручја око 376 km². Њена најважнија притока је река Мартимјаврјок.
Целом дужином свога тока протиче преко територије Кољског рејона. На њеним обалама се не налазе насељена места.